# Щекотинский, Алексей Павлович
Алексей Павлович Щекотинский (1901—1984) — советский учёный-педагог.
Алексей Щекотинский родился в деревне Лаврентьевке (ныне Павловский район Алтайского края) в семье писаря сельской управы, отец которого был выслан в Сибирь за участие в польском освободительном движении. В 1919 году Алексей с золотой медалью окончил Барнаульскую семинарию.
Летом и осенью 1919 года Щекотинский участвовал в партизанском движении, вступил в комсомол, был делегатом III съезда РКСМ. С 1920 года работал сельским учителем и одновременно заочно учился на педагогическом факультете Томского университета. Возглавлял Барнаульский педагогический техникум. 
В 1930 году командирован на учебу в аспирантуру Академии коммунистического воспитания, был избран секретарём общества педагогов-марксистов, возглавляемого Н. К. Крупской. По рекомендации Крупской по окончании аспирантуры Щекотинский в 1933 году был направлен в Барнаул создавать там учительский институт.
Провел большую работу по подготовке инфраструктуры института, набору преподавательского и студенческого состава. 1 октября 1933 года институт был открыт, а Щекотинский стал его первым директором и одним из преподавателей педагогики. В начале 1934 стал функционировать вечерний пединститут. В 1935 году Щекотинский был переведён на другую работу, а затем отозван в Москву для работы в системе Наркомпроса. После окончания ВПШ при ЦК ВКП(б) — лектор Дмитровского РК, Московского  ГК, профгруппы ЦК ВКП(б). Преподавал в Московском химико-технологическом институте мясной промышленности и в вечерних университетах марксизма-ленинизма Москвы.
После него директором Барнаульского учительского института стал Юферов Андрей Петрович.